# 火山ガス

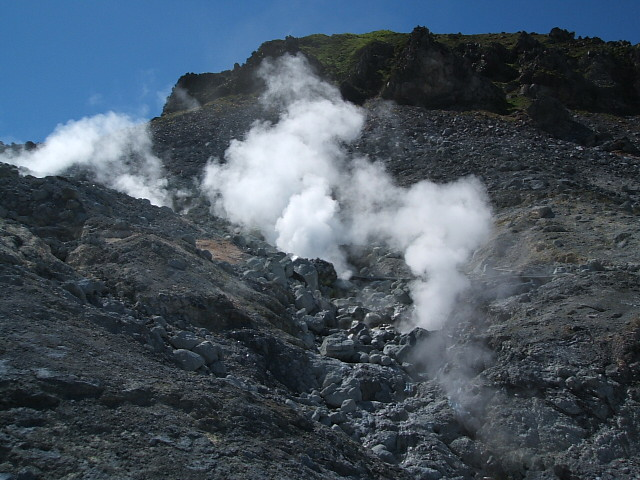
噴き上がる火山ガス（地獄谷）

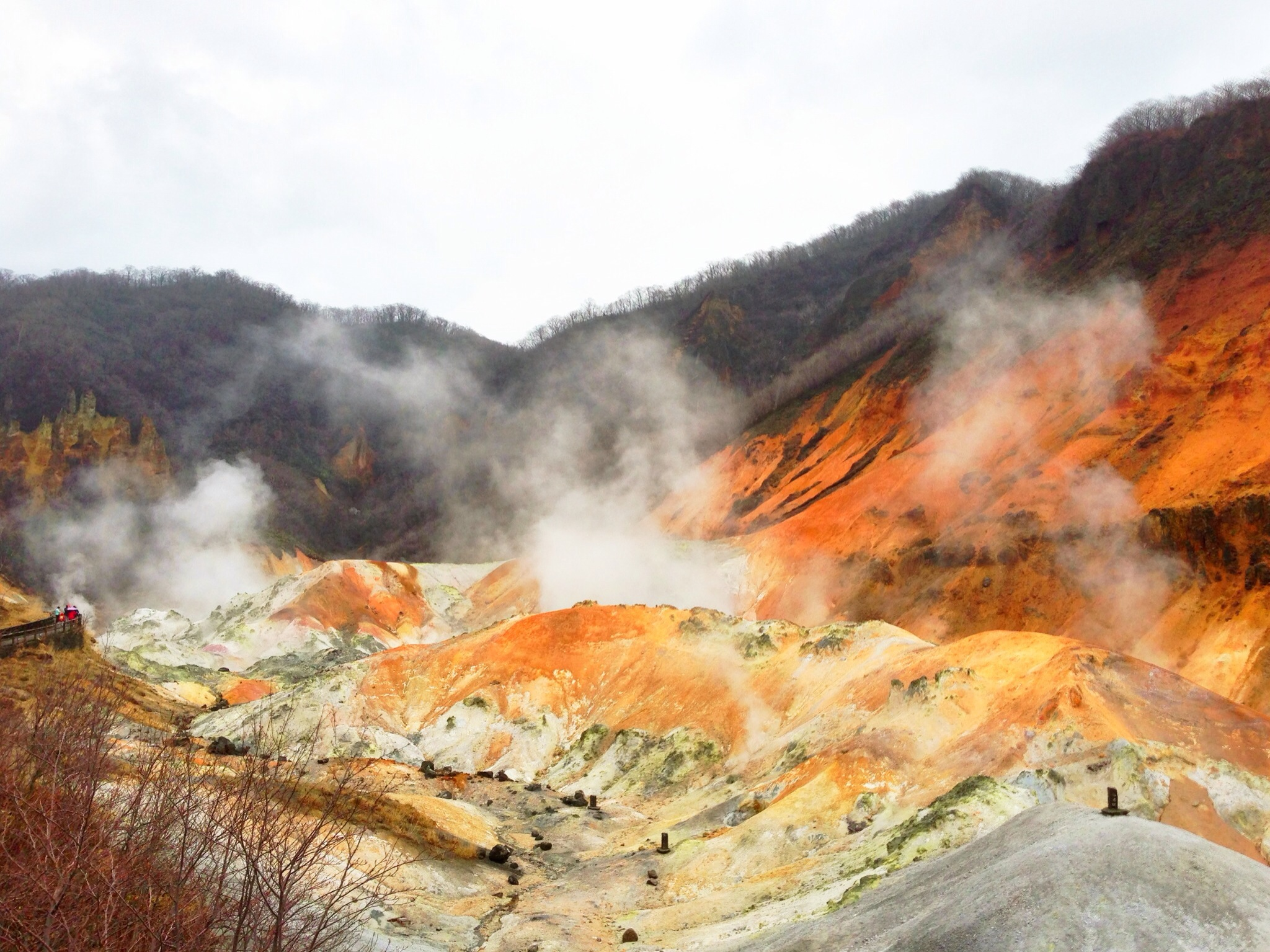
北海道　登別温泉の爆裂火口からの火山ガス

火山ガス（かざんガス）は、火山の火口や噴気口から出る成分（火山噴出物）のうち、気体のもの。火山ガス（水蒸気や二酸化炭素を多く含む気体）を多く含むガスを火山性ガス（かざんせいガス）ということもある。

## 概要
主成分は水蒸気や二酸化炭素のほか、二酸化硫黄（亜硫酸ガス）も含まれる。通常は少量の水素ガス、一酸化炭素、硫化水素、塩化水素が含まれる。火山によってはフッ化水素や四フッ化ケイ素、メタンガス、アンモニア、硫化カルボニル、ヘリウム、ラドン、水銀蒸気などが含まれることもある。
毒性をもつ成分や酸欠により、動植物の生命に関わるほどの大危害を及ぼすことがある。熱によって周辺の生態に大きな影響があることも多いうえ、吸った動物や人間が、その場で死亡することも珍しくない。また、中毒に気づかず手遅れとなり、死亡することもある。
噴火はしなくても、恒常的あるいは間歇的に火山ガスのみを噴出する火山も多い。
温度は数百℃以上であることが多い。
空気よりも密度が高いため、くぼ地にたまりやすい。

## 日本国内における主な被害
- 1913年9月17日：鹿児島県鹿児島郡東桜島村大字有村（現在の鹿児島市有村町）で母子が火山ガスを吸い込み死亡[5]。翌年1月12日に発生した桜島の大正大噴火の前兆現象であるとされている[5][6]。
- 1971年12月27日：群馬県草津温泉スキー場の殺生河原でスキーヤー6人が硫化水素を吸いこみ中毒死[7]。
- 1976年8月3日：群馬県本白根山を登山中の高崎女子高の生徒が硫化水素を吸い込み倒れ、2人以上が死亡[7]。
- 1986年 - 1997年：熊本県の阿蘇山・中岳第一火口にて、観光客が7名（発生件数6件）死亡。
- 1997年7月12日：青森県の八甲田山山麓にて、凹地に滞留していたガスにまかれ、訓練中の自衛隊隊員3名が死亡[8]。
- 1997年9月15日：福島県の安達太良山の火口付近にて、登山客4名が死亡。安達太良山火山ガス遭難事故を参照。
- 2000年8月10日 - ：東京都の三宅島・雄山にて、火山活動により大量の火山ガスが放出、全島民が避難した（2005年2月より、順次帰島が開始される）。なお、現在も火山ガスの放出が続いており、山頂周辺が立ち入り禁止区域となっている。
- 2005年12月29日：秋田県泥湯温泉近郊の駐車場で、雪でできた窪地に滞留した火山ガスにまかれ観光に来ていた一家4名が死亡。
- 2010年6月20日：八甲田山近くにある酸ヶ湯温泉で、根曲竹のタケノコを採りに来ていた女子中学生がガスにまかれ死亡[8]。1997年に自衛隊員が死亡した場所は、南西に約7km離れた地点にある[9]。

## 対策
火山ガスの濃度などを考慮し、自治体などが通行規制・登山規制・立入規制を行う。
救出が必要な場合
使用する道具は、水、ハンカチやタオルなどの布、ロープ
二重遭難にならないよう落ち着く。水に濡らしたタオルなどを口に当て、迅速に救助者にロープを結ぶ。ガスの影響のない高い所に戻り、引き上げる。必要に応じて、人工呼吸などの心肺蘇生法を行う。保温や揺さぶり呼びかけなどで意識をもどさせる。意識回復後は、水分を与え、眼の異常を訴えたら洗眼させる。必要なら医者に助けを求める。